# Prins Albert (gemeente)
Prins Albert (Engels: Prince Albert, officieel Prins Albert Plaaslike Munisipaliteit) is een gemeente in het Zuid-Afrikaanse district Sentraal-Karoo.
Prins Albert ligt in de provincie West-Kaap en telt 13.136 inwoners.

## Hoofdplaatsen
Prins Albert is op zijn beurt nog eens verdeeld in 5 hoofdplaatsen (Afrikaans: nedersettings) en de hoofdstad van de gemeente is de gelijknamige hoofdplaats Prins Albert. 
- Prins Albert
- Bitterwater
- Klaarstroom
- Leeu-Gamka
- North-End